# Hôtel Bessonneau
Pour les articles homonymes, voir Bessonneau.
L'hôtel Bessonneau est un hôtel particulier de la seconde moitié du XIXe siècle situé dans le centre-ville d'Angers, en Maine-et-Loire, inscrit aux Monuments historiques depuis le 21 juillet 1994. Il tient son nom de l'industriel Julien Bessonneau (1842-1916) qui en fut un des propriétaires.  

## Histoire
Un riche commerçant angevin, Édouard Thoré, le fait construire en 1863. Vingt ans plus tard, en 1883, l'industriel angevin Julien Bessonneau qui a fait fortune dans le textile de toiles, en fait l'acquisition et lui laissera son nom. Il commande au peintre Émile-Henri Laporte une peinture destinée au grand salon de l'hôtel particulier. La caisse d'Épargne occupe le bâtiment de 1958 à 1982. Il devient ensuite une annexe du Conseil départemental de Maine-et-Loire qui décide en 2013 de le mettre en vente, ainsi que le bâtiment mitoyen, l'hôtel Barrier. Il est acquis en mai 2014 par une start-up angevine, la société DMVP, pour 1,86 million d'euros.